# 2002年2月中国大陆

## 2月1日
- 中国颁发2001年度国家最高科学技术奖，授予王选、黄昆两名科学家。

## 2月6日
- 关闭了9年的中国驻阿富汗大使馆恢复办公。

## 2月11日
- 除夕夜，2002年中国中央电视台春节联欢晚会举行，此次文艺晚会由陈雨露担任导演[1]，倪萍、朱军、周涛、李咏、王小丫、文清担任北京主会场主持人；而曹颖、张政担任深圳分会场的主持人。

## 2月17日
- 中国选手杨扬在盐湖城进行的第十九届冬奥会短道速滑女子500米决赛中，夺得了中国冬奥会历史上的第一枚金牌。

## 2月21日
- 2月21日至2月22日，美国总统乔治·沃克·布什访华。
- 2月21日至25日，中共中央举办省部级主要领导干部“国际形势与世贸组织”专题研究班[2][3]。

## 2月22日
- 中国云南省昭通市巧家县发生的一起投毒（投放危险物质）的案件，史称钱仁凤投毒案，但经审查原嫌疑人钱仁凤并非是行凶者。

## 2月23日
- 清华大学电机系学生刘海洋因先后数次用浓硫酸和氢氧化钠烧伤北京动物园熊山的三只黑熊被刑事拘留。

## 2月26日
- 陈良宇当选上海市人民政府市长。

## 2月28日
- 董建华连任香港特别行政区第二任行政长官[4]。